# Doru Sechelariu
Doru Sechelariu (Bacău, 19 november 1992) is een Roemeens autocoureur. Hij is de zoon van Dumitru Sechelariu, die tussen 1996 en 2004 burgemeester was van Bacău.

## Carrière

### Karting
Sechelariu begon zijn carrière in de autosport in 2002, waarin hij de Miniklasse van de FRAK Cup won. In 2005 finishte hij als 15e in de ICA Junior-klasse van het Italiaanse Kartkampioenschap.

### Formule Renault
Sechelariu ging in 2006 rijden in de eenzitters, in de Belgische Formule Renault 1.6 voor het team Thierry Boutsen Racing. Na twee races aan het eind van 2006, ging de Roemeen het hele seizoen 2007 rijden voor hetzelfde team. Hij eindigde als zesde in de stand met een overwinning.

### Formule BMW
In 2007 nam Sechelariu deel aan zes races van de Formule BMW UK voor het team Räikkönen Robertson Racing. Hij eindigde als 22e in de stand met 42 punten.
In 2008 nam hij deel aan het nieuwe Formula BMW Europa-kampioenschap voor Fortec Motorsport. Hij finishte als 15e in het kampioenschap met 9 finishes in de punten in 16 races. Hij nam ook deel aan een paar races in de Amerikaanse en Pacific-kampioenschappen.
In 2009 bleef de Roemeen in het kampioenschap, maar veranderde van team naar Fisichella Motor Sport International. Hij veranderde opnieuw van team naar Motaworld Racing nadat Coloni Fisichella Motor Sport International volledig overnam vanaf de ronde op Valencia. In de laatste twee rondes op Spa en Monza reed Sechelariu voor Eifelland Racing. Hij eindigde als veertiende in de stand.

### GP3
In 2010 werd Sechelariu de eerste coureur die voor Tech 1 Racing gaat rijden in de nieuwe GP3. Hij rijdt hier naast de Spanjaard Daniel Juncadella en de Fransman Jean-Eric Vergne.

## GP3-resultaten
- Races vetgedrukt betekent polepositie, races schuingedrukt betekent snelste ronde

| Jaar | 1          | 2           | 3         | 4         | 5           | 6       | 7       | 8       | 9       | 10      | 11      | 12      | 13      | 14      | 15      | 16      | Rang | Punten |
| ---- | ---------- | ----------- | --------- | --------- | ----------- | ------- | ------- | ------- | ------- | ------- | ------- | ------- | ------- | ------- | ------- | ------- | ---- | ------ |
| 2010 | ESP FEA 22 | ESP SPR Ret | TUR FEA 9 | TUR SPR 9 | VAL FEA Ret | VAL SPR | GBR FEA | GBR SPR | GER FEA | GER SPR | HUN FEA | HUN SPR | BEL FEA | BEL SPR | ITA FEA | ITA SPR | 20*  | 0*     |

* Seizoen loopt nog.